# E. K. Lincoln
Pour les articles homonymes, voir Lincoln.
E. K. Lincoln, né Edward Kline Lincoln à Johnstown (Pennsylvanie) le 8 août 1884, et mort à Los Angeles (Californie) le 9 janvier 1958, est un acteur américain du cinéma muet.

## Filmographie partielle
- 1913 : The Wreck de Ralph Ince
- 1914 : The Painted World de Ralph Ince : Rex
- 1918 : La Princesse voilée (La Fayette, We Come) de Léonce Perret : Leroy Trenchard
- 1919 : Les Étoiles de la gloire (Unknown Love) de Léonce Perret : 	Harry Townsend
- 1919 : Le Secret de l'or (Desert Gold) de T. Hayes Hunter : Dick Gale
- 1919 : Fighting Through de Christy Cabanne : Robert Carr
- 1921 : La Naufragée (The Woman God Changed) de Robert G. Vignola : Thomas McCarthy
- 1922 : The Light in the Dark de Clarence Brown : J.Warburton Ashe